# Sherman Antitrust Act
Der Sherman Antitrust Act vom 2. Juli 1890 war die erste Rechtsquelle für das US-amerikanische Wettbewerbsrecht. Es sollte angesichts der Entstehung marktbeherrschender Trusts, Kartelle und Monopole deren große Marktmacht einschränken. Nach der Verabschiedung des Gesetzes wurde es zunächst kaum angewandt; erst unter Präsident Theodore Roosevelt erfolgte eine stärkere Anwendung.

## Geschichte

### Einführung und vermehrte Anwendung unter Roosevelt

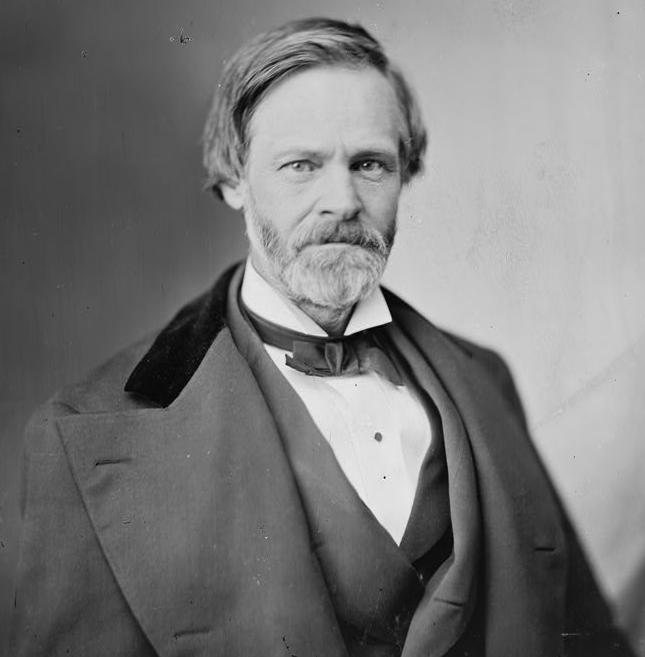
Urheber des Gesetzes: Senator John Sherman

Erlassen wurde das nach seinem Urheber John Sherman benannte Gesetz durch Präsident Benjamin Harrison. Der Gesetzesvorschlag erhielt im Senat eine deutliche Mehrheit und wurde im Repräsentantenhaus sogar einstimmig angenommen. Grund für das Gesetz war die rasche Entwicklung der Wirtschaft in den USA mit der gleichzeitigen Entstehung von Monopolen (z. B. Standard Oil Company, Carnegie Steel Company, Accessory Transit Company), die ihre Macht durch das Setzen von überhöhten Preisen ausnutzten und gegen die es heftige Proteste seitens der Bevölkerung gab. Besonders deutlich wurde das beim Schienenverkehr, für welchen 1887 die Interstate Commerce Commission geschaffen wurde.
Der republikanische Senator John Sherman begründete das Gesetz damit, dass es zwar bereits früher Monopole gegeben habe, jedoch keine solchen „Giganten“ mit Monopolstellung, und befürchtete ein Erstarken der Sozialisten, wenn gegen dieses Problem nicht vorgegangen werde. Gegen das Gesetz gab es Widerstand seitens den Unternehmen nahestehender Anwaltskanzleien (heute ist das Gesetz hingegen weitgehend akzeptiert und nur noch wenige Lobbys werben deswegen für dessen komplette Abschaffung) und Versuche, das Gesetz entgegen seinem Zweck umzuinterpretieren. Der Oberste Gerichtshof der Vereinigten Staaten gab dieser Interpretation der Anwälte vom Zuckermonopolisten E. C. Knight Company Recht und schränkte 1895 in einer Reihe von konzernfreundlichen Entscheidungen mit einer Mehrheitsentscheidung auch die Anwendung des Antitrust Act ein. Im Fall United States v. E. C. Knight Co. erklärte es, dass solch ein Produktionsmonopol kein übergeordnetes Handelsgewerbe sei und somit durch das Gesetz nicht vom Staat reguliert werden könne. Anstatt dessen könnten nach der Interpretation des Gerichtes überregionale (mehr als einen Bundesstaat umfassende) Streiks als Verstoß gegen das Gesetz gewertet werden. Dieses sehr umstrittene Urteil wurde nie offiziell zurückgenommen, aber der spätere Gerichtshof nahm Abstand von dieser Entscheidung.
Nach der Verabschiedung des Gesetzes wurde es deswegen zuerst kaum angewandt, erst unter Präsident Theodore Roosevelt erfolgte eine stärkere Anwendung. Von der im Sherman Antitrust Act vorgesehenen strafrechtlichen Verfolgung der Monopole organisierenden Personen wurde jedoch abgesehen. Gefolgt wurde es 1914 vom Clayton Antitrust Act, welcher das Gesetz ergänzte und präzisierte. Ab den 1920ern wurde das Gesetz wieder kaum angewendet und erst während der Präsidentschaft von Franklin D. Roosevelt mit dem Robinson-Patman Act wieder aktuell ergänzt und angewendet.

### Verringerte Anwendung seit den 1980ern
Vor dem Hintergrund der Reagonomics unter der Präsidentschaft Reagan veränderte sich in den USA die Position zu Monopolen und Fusionen. Der Republikaner Robert Bork führte 1978 in seinem Buch The Antitrust Paradox seine Sicht aus, dass es mehr Beeinflussung durch Werbung bedarf und die Federal Trade Commission mit ihren Antitrust-Verfahren die Unternehmerklasse verfolge. Bork vertrat die Sicht, dass Oligopole/Monopole ein Zeichen dafür sind, dass diese Unternehmen besonders erfolgreich sind. Der Staat soll nicht grundsätzlich den Wettbewerb zwischen Unternehmen fördern, da Oligopole/Monopole wegen ihrer Effizienz für die Konsumentenwohlfahrt am besten sein können. Er plädierte für eine Uminterpretation des Wettbewerb-Begriffs im Wettbewerbsrecht, wonach auch durch eine Abnahme an Rivalität zwischen Unternehmen der Wettbewerb gefördert werde. Bork unterstützte vor dem Hintergrund auch die Bildung größerer Unternehmen durch Fusionen. Die Position erhielt sowohl viel Unterstützung als auch Kritik. Der Jurist Peter Gerhart lobte etwa, dass durch Bork eine umfassende Methode basierend auf ökonomischer Analyse der Chicago-Universität für die Antitrust-Politik vorliege. Der Jurist Paul Brietzke wandte ein, dass Bork nicht die autoritäre Gefahr durch zu große Unternehmensmacht wahrnehme. Sein Konzept der Konsumentenwohlfahrt bleibe schwammig, insbesondere da Menschen nicht nur Konsumenten, sondern auch anderweitig (z. B. Umweltverschmutzung) von Unternehmensentscheidungen betroffen sind.
Der Position von Bork, die er zusammen mit einigen Ökonomen der Chicago-Universität vertrat, wird ein großer Einfluss auf die Rechtsprechung zum Kartellrecht seit den 1980ern zugesprochen. Zuvor wurden z. B. Unternehmensfusionen noch oft abgelehnt, seitdem wurden sie eher zugelassen. Seitdem sich die Sicht von Bork durchgesetzt hat, gab es fast keine Verfahren zur Entflechtung von Monopolen in den USA. Die Position wird mittlerweile wieder kritischer gesehen, auch in der Zeitschrift ProMarket der Chicago-Universität erschien 2019 ein Artikel, der postulierte, Borks Erbe habe Unternehmensübermacht und individuelle Machtlosigkeit hinterlassen.
In der Federal Trade Commission der Biden-Regierung wird durch die FTC-Vorsitzende Lina Khan mittlerweile eine andere Sicht als die von Bork vertreten, demnach seien Monopole eine Gefahr für die Wohlfahrt von Demokratien. In einem Artikel der New York Times wurde 2023 das Antitrust-Verfahren gegen Google LLC als der wichtigste Versuch seit Jahrzehnten eingeschätzt, den Bork-Konsens aufzuheben.

## Inhalt
Das Gesetz beinhaltete ein generelles Monopolisierungsverbot. Weiterhin waren horizontale und vertikale Absprachen grundsätzlich verboten. Das Gesetz sah auch die Möglichkeit der Entflechtung vor, d. h. Unternehmen mit Monopolstellung konnten unter bestimmten Voraussetzungen aufgeteilt werden. Beim Erlass des Gesetzes war eine Strafe von bis zu 5.000 US-Dollar und/oder eine Gefängnisstrafe von bis zu einem Jahr vorgesehen. Später wurde die Strafe auf heute (2005) bis zu 10 Millionen US-$ für Unternehmen bzw. 1 Million US-$ und/oder bis zu zehn Jahre Haft für natürliche Personen erhöht.

## Bedeutende Fälle
- American Tobacco wurde 1911 auf Grundlage des Sherman Antitrust Acts entflochten.
- Standard Oil wurde am 8. November 1906 von der Regierung der USA angeklagt; am 15. Mai 1911 wurde die Entflechtung angeordnet.[21]
- Die Motion Picture Patents Company, ein Oligopol, das über Patentrechte die Filmindustrie zu kontrollieren suchte, wurde 1915 für illegal erklärt.
- DuPont wurde im Jahre 1912 wegen eines Monopols auf Sprengstoffe in mehrere Teile zerschlagen.
- Mit dem Urteil gegen Paramount Pictures wurde 1948 das Ende des Studiosystems Hollywoods eingeläutet. Die Studios mussten sich von ihren Kinoketten trennen, weshalb das Urteil als richtungsweisend für wettbewerbsbehindernde vertikale Integration gilt. Des Weiteren wurde das block booking verboten: Kinos konnten zuvor Filmkopien nur in Verleihpaketen buchen und mussten so mindestens vier andere Filme (sog. B-Movies) mieten, um den Kassenschlager mit dem Filmstar (s. Starsystem) zeigen zu können.
- DuPont musste 1957 seine Anteile an General Motors wegen Marktbeherrschung verkaufen.
- AT&T wurde am 8. Januar 1982 aufgrund des Gesetzes entflochten, nachdem es 1974 vom Department of Justice angeklagt worden war. Dieser Fall gilt als einer der bedeutendsten auf der Grundlage des Gesetzes.
- IBM wurde 1969 auf der Grundlage des Gesetzes angeklagt.[22] Ein Gerichtsverfahren wurde 1975 eröffnet[23] und 1982 nach Verhandlungen zwischen der Regierung unter Ronald Reagan und Unternehmensvertretern[24] ohne ein Urteil eingestellt.[25] Unter der Reagan-Regierung erfolgte ein Kurswechsel, der Staat sollte nicht mehr eingreifen, um gegen Vormachtstellungen von Unternehmen vorzugehen. Wie sich später herausstellte, arbeitete der für die Einstellung zuständige Attorney General gleichzeitig als Berater indirekt für IBM, ohne dies zu offenbaren.[26] IBM reagierte jedoch bereits während des Klagezeitraums, entbündelte seine Hardware- und Softwareangebote und hatte dadurch mittlerweile eine weniger dominante Stellung.[27]
- Microsoft wurde 1991 ebenfalls angeklagt, gegen den Sherman Antitrust Act verstoßen zu haben; das Verfahren endete 1994 mit einem Vergleich.
- Gegen Google LLC urteilte August 2024 ein US-Bundesgericht, dass es gegen Artikel 2 des Sherman Antitrust Act verstößt.[28] Google ist demnach ein Monopolist im Suchmaschinenbereich und verhält sich auch als solcher, um das Monopol aufrechtzuerhalten. Der Richter verwies dazu auf die Zahlungen von Google an andere Browser- und Telefonhersteller (u. a. Apple), um im Gegenzug keine eigene Suchmaschine zu entwickeln und Google als die Standardsuchmaschone dort vorzugeben, sowie Exklusivabkommen mit anderen Unternehmen im Werbemarkt, wodurch Wettbewerb verhindert werde. Maßnahmen gegen das Monopol wurden im Urteil nicht beschlossen, dazu folgen Verfahren.[29]